# Hymenophyllum mirificum
Hymenophyllum mirificum är en hinnbräkenväxtart som beskrevs av Morton. Hymenophyllum mirificum ingår i släktet Hymenophyllum och familjen Hymenophyllaceae. Inga underarter finns listade.